# Oľka
Oľka este o comună slovacă, aflată în districtul Medzilaborce din regiunea Prešov. Localitatea se află la altitudinea de 223 m deasupra n.m., se întinde pe o suprafață de 31,46 km2 și în 2017 număra 287 de locuitori.

## Istoric
Localitatea Oľka este atestată documentar din 1408.

## Demografie
| An:                | 1994 | 2004    | 2014    | 2024    |
| ------------------ | ---- | ------- | ------- | ------- |
| Număr de persoane: | 426  | 350     | 295     | 251     |
| Diferență:         |      | −17,84% | −15,71% | −14,91% |

| An:                | 2023 | 2024   |
| ------------------ | ---- | ------ |
| Număr de persoane: | 251  | 251    |
| Diferență:         |      | +1,42% |